# Tamanart

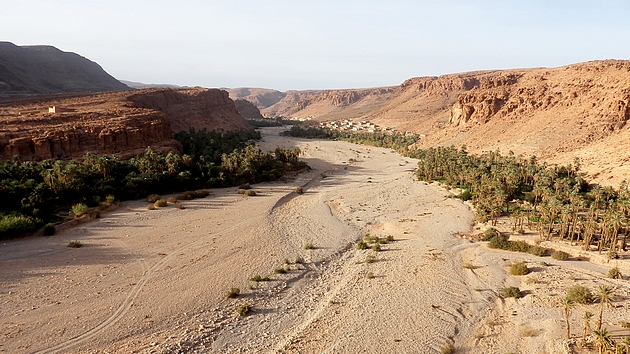
Blick von Tamanart auf die Oasenlandschaft am ausgetrockneten Assif Tamanart

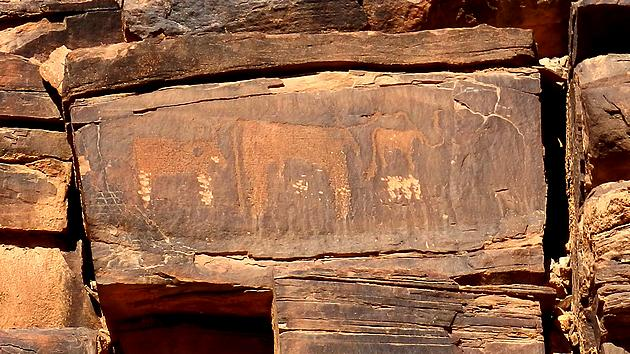
Felszeichnungen bei Tamanart

Tamanart (arabisch تمنارت, Taschelhit ⵜⴰⵎⴰⵏⴰⵕⵜ) ist eine aus zwei Ortsteilen bestehende Oasensiedlung mit etwa 1000 Einwohnern in der Provinz Tata in der Region Souss-Massa im Süden Marokkos; der Ort gehört zum Bezirk (pachalik) von Fam El Hisn.

## Lage und Klima
Tamanart liegt südlich des maximal ca. 900 m hohen Gebirgszugs des Jbel-Bani-Gebirges am Rand einer Palmenoase am zumeist ausgetrockneten Assif Tamanart in einer Höhe von etwa 660 m an der nach Norden in das Gebiet um Tafraoute im westlichen Antiatlas führenden R 107. Der alte Ortsteil befindet sich östlich des Flusstals, der neue liegt westlich davon an der Straße. Das Klima ist wüstenartig; Regen (ca. 135 mm/Jahr) fällt – wenn überhaupt – nur in den Wintermonaten.

## Bevölkerung
Die Bevölkerung des Ortes besteht nahezu ausschließlich aus Angehörigen verschiedener Berberstämme der Umgebung. Viele Familien jedoch sind – wegen ausbleibender Regenfälle, aber auch aus soziokulturellen Gründen (Hoffnung auf Arbeit, Verbesserung der materiellen Lebensbedingungen und der Gesundheitsvorsorge, bessere Möglichkeiten zur schulischen Ausbildung der Kinder etc.) – verstärkt seit den 1970er Jahren in die größeren Städte des Nordens abgewandert. Andere Familien sind geblieben, doch arbeiten die Männer meist in den Städten des Nordens.

## Wirtschaft
Die Bewohner leben meist als selbstversorgende Bauern und Schafzüchter in einer äußerst kargen, wüstenartigen Umwelt, aus der nur das Grün der Dattelpalmen heraussticht. Mittlerweile kann man auch Lebensmittel auf dem Markt oder in kleinen Geschäften kaufen, doch fehlt vielen Menschen das Geld dazu.

## Geschichte
Im ausgehenden 19. und frühen 20. Jahrhundert war Tamanart Sitz des regional bedeutenden Stammesführers (caïd) El Tamanarti.

## Sehenswürdigkeiten
- Wanderungen durch die am Wadi gelegenen Oasen sind – v. a. im Frühjahr – empfehlenswert.
- Im Ort finden sich alte Lehmhäuser neben neuen Häusern aus Hohlblocksteinen mit Betondecken.
- Die z. T. dreigeschossige Lehmburg des Caïds ist noch in Teilen erhalten.

Umgebung
- Die ca. 20 km südöstlich gelegene Oase Icht lohnt einen Besuch.
- In der Umgebung von Tamanart finden sich zahlreiche Stellen mit Petroglyphen (Gravures rupestres), die jedoch oft nur mit Hilfe eines Führers zu finden sind.